# Lumezzane
Lumezzane (Lömedàne in lumezzanese, Le Medhane in bresciano) ist eine Stadt mit 21.556 Einwohnern (Stand 31. Dezember 2023) in der Provinz Brescia in der Lombardei, Italien. Lumezzane liegt im Val Gobbia, einem Seitental des Valle Trompia. Die Nachbargemeinde sind Agnosine, Bione, Caino, Casto, Concesio, Marcheno, Nave, Sarezzo und Villa Carcina.

## Gliederung
Zur Gemeinde gehören auch die Ortsteile (Fraktionen) Faidana, Fontana, Gazzolo,  Gombaiolo, Mezzaluna, Piatucco, Pieve, Premiano, Renzo, San Sebastiano, Sant'Apollonio, Termine und Valle.

## Sport
Die 1948 gegründete Fußballverein AC Lumezzane spielt in der Lega Pro Prima Divisione, der dritthöchsten italienischen Spielklasse, welche bis ins Jahr 2008 Serie C1 hieß. Ehemalige Spieler sind u. a. Simone Inzaghi (1996–1997), Cristian Brocchi (1997–1998) und Mario Balotelli (2005–2006).

## Söhne und Töchter der Stadt
- Vitale Bonifacio Bertoli (1898–1967), römisch-katholischer Apostolischer Vikar von Tripolis
- Marsilio Pasotti (1939–1989), Automobilrennfahrer